# Charbel Makhluf
Charbel Makhluf (o Sciarbel Makhlouf), al secolo Youssef Antoun (Giuseppe Antonino), (in arabo مار شربل‎?; Bkaakafra, 8 maggio 1828 – Annaya, 24 dicembre 1898) è stato un monaco cristiano e presbitero libanese, proclamato santo da Paolo VI nel 1977. Cattolico, monaco dell’Ordine libanese maronita (OLM) (Baladiti), taumaturgo, la sua fama è legata ai numerosi miracoli attribuitigli soprattutto dopo la sua morte ma fatti anche con le sue benedizioni durante la sua vita.

## Biografia
Nato nel villaggio di Bkaakafra (distretto di Bsharre, Libano settentrionale), l'8 maggio 1828, quinto figlio di Antun e di Brigitte Chidiac, entrambi contadini, fin da piccolo Youssef parve manifestare grande spiritualità.
Durante la sua primissima infanzia rimase orfano di padre e sua madre si sposò con un uomo molto religioso, che successivamente ricevette il ministero del diaconato.
Fu proprio la figura del patrigno a indirizzare Youssef a una vita ascetica e alla preghiera quotidiana.
Fin dall'età di 14 anni Youssef Makhluf si dedicava alla cura del gregge di famiglia, ma a 22 anni, senza informare nessuno della sua vocazione, si recò al monastero di Nostra Signora di Mayfouq, a Mayfouq, dove si ritirò in preghiera ed entrò in noviziato scegliendo il nome di Charbel, che significa "storia di Dio".
Trasferitosi al monastero di San Marone, ad Annaya, emise i voti perpetui nel 1853.
Nello stesso anno si trasferì al monastero di San Cipriano di Kfifen dove studiò filosofia e teologia sotto la guida - tra gli altri - di Nimatullah Youssef Kassab Al-Hardini, canonizzato nel 2004.
Dopo essere stato ordinato sacerdote (il 23 luglio 1859), Charbel fu rimandato dai suoi superiori al monastero di Annaya.
Qui maturò in lui la volontà di ritirarsi in totale solitudine e di vivere in un eremo, permesso che gli fu accordato il 13 febbraio 1875.
Morì nel suo eremo la vigilia di Natale del 1898.

## Beatificazione e canonizzazione
Alcuni testimoni riferirono di aver visto una luce abbagliante intorno alla tomba di Charbel Makhluf pochi mesi dopo la sua sepoltura.
Inoltre, il corpo, rimasto morbido e con una temperatura di un corpo vivo, avrebbe inspiegabilmente trasudato un liquido rossastro vischioso che parrebbe sangue misto ad acqua. Questo avvenne fino al 1950 quando i monaci notarono del liquido che trasudava dal muro, così fu riaperta la bara ed in seguito fu stabilito da tre medici, che si trattava del medesimo liquido del 1899 e del 1927.
In ragione di tali supposti fatti, iniziò un primo intenso pellegrinaggio presso la salma di Makhluf, a opera di fedeli che chiedevano la sua intercessione.
Nel 1925 Pio XI avviò la causa di beatificazione di Charbel Makhluf.
Nel 1950 la tomba fu aperta in presenza di una commissione ufficiale composta da medici, che verificarono lo stato del corpo, rimasto intatto fino al 1965, anno della beatificazione. In coincidenza dell'apertura e ispezione della tomba si ravvisò un aumento di episodi di guarigione; ciò suggerì l'ipotesi di evento miracoloso.
Nuovamente una moltitudine di pellegrini di differenti religioni iniziarono ad adunarsi presso il monastero di Annaya chiedendo l'intercessione di Charbel.
Nel 1954 Pio XII firmò un decreto che accettava la proposta di beatificazione di Charbel Makhluf l'eremita, che fu celebrata domenica 5 dicembre 1965 da Paolo VI, alla vigilia della chiusura del Concilio Vaticano II, avvenuta tre giorni dopo.
Nel 1976 sempre Paolo VI firmò il decreto di canonizzazione di Charbel, che fu proclamato ufficialmente santo nel corso della celebrazione in San Pietro il 9 ottobre 1977.

## Miracoli attribuiti a san Charbel Makhluf

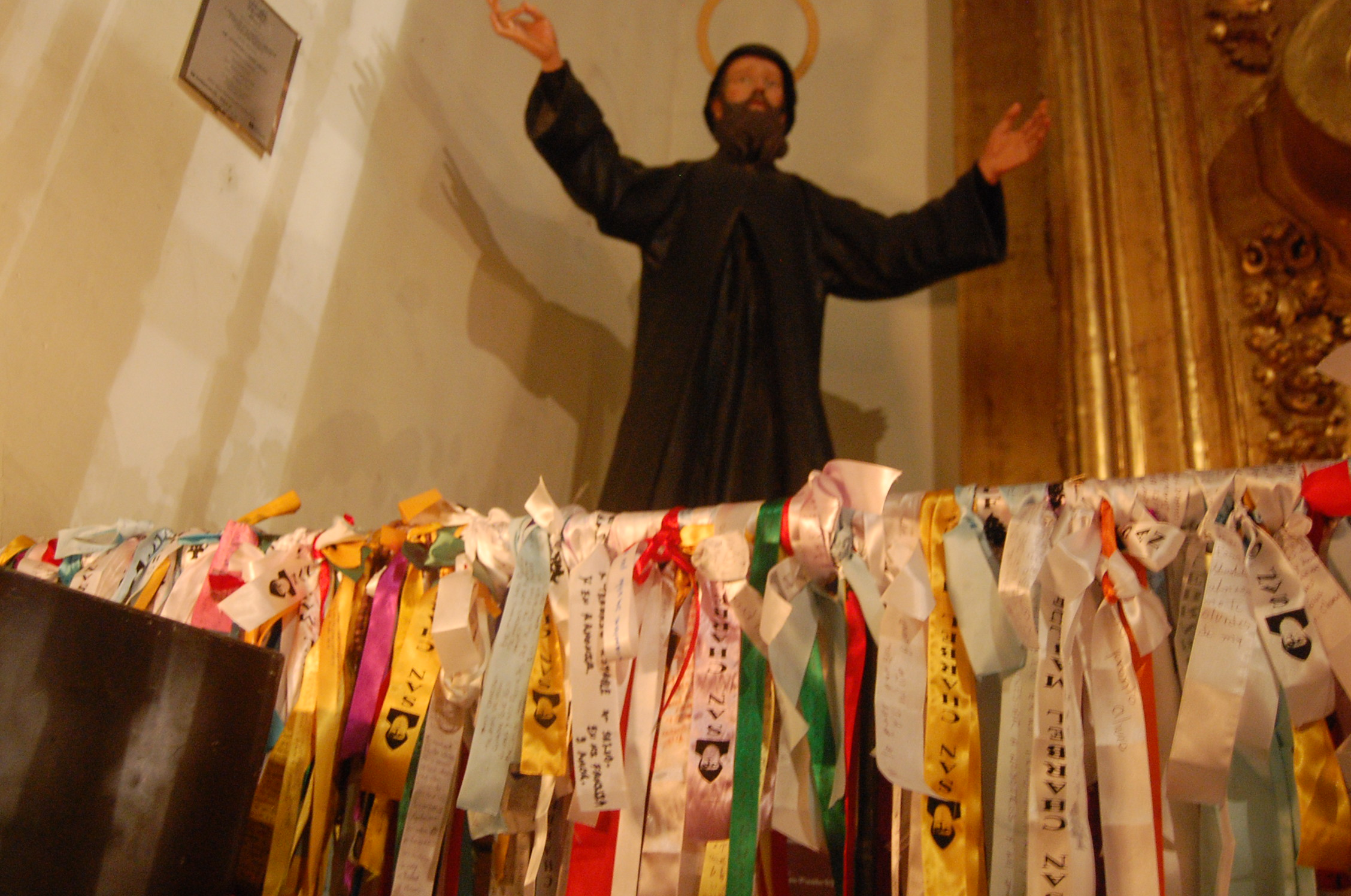
Statua di san Charbel Makhluf situata presso la Cattedrale di Città del Messico

A san Charbel Makhluf sono attribuiti vari miracoli.
Tra quelli più famosi figura quello riferito da Nohad El Shami, una donna all'epoca dei fatti cinquantacinquenne, affetta da emiplegia (paralisi parziale) con doppia occlusione della carotide.
La donna raccontò di avere sognato, il 22 gennaio 1993, due monaci maroniti fermi accanto al suo letto, uno dei quali le impose le mani sul collo e la operò chirurgicamente finché la sollevò dal dolore mentre l'altro monaco teneva un cuscino dietro di lei.
Quando si svegliò si accorse di avere due ferite sul collo, una su ciascun lato.
Nohad fu completamente guarita e recuperò la capacità di camminare; inoltre identificò Charbel Makhlouf nel monaco che l'aveva operata, benché incapace di riconoscere l'altro monaco che nel sogno era con Makhluf.
Nohad El Shami riferì, inoltre, che la notte seguente lo stesso Makhluf le apparve nuovamente in sogno dicendole: «Ti ho operato perché tutti ti vedano e la gente torni alla fede.
Molti si sono allontanati da Dio, dalla preghiera, dalla Chiesa.
Ti chiedo di partecipare alla Messa presso l'eremo di Annaya ogni 22 del mese; le tue ferite sanguineranno il primo venerdì e il 22 di ogni mese».
La donna, successivamente, ritenne di identificare il secondo monaco come san Marone. Da allora i fedeli si radunano alla celebrazione della Messa nell'eremo di san Charbel il 22 di ogni mese.
A Phoenix, in Arizona, una donna ispano-americana di trent'anni, Dafné Gutierrez, madre di tre figli - alla quale era stata diagnosticata a tredici anni la sindrome di Arnold-Chiari - aveva sviluppato un edema papillare alla fine del nervo ottico e, dopo essere stata anche operata senza risultati, aveva perso nel 2014 l'uso dell'occhio sinistro, e nel 2015 anche l'uso dell'occhio destro, rimanendo completamente cieca. Il 16 gennaio 2016 si era recata presso la locale chiesa di san Giuseppe, che è una delle 36 parrocchie maronite degli Stati Uniti, dove era esposta temporaneamente una reliquia di san Charbel, consistente in un frammento osseo conservato in una teca di legno di cedro. Il parroco della chiesa, Wissam Akiki, aveva posto una mano prima sulla testa e poi sugli occhi della donna, chiedendo a Dio di guarirla con l'intercessione di san Charbel. Verso le cinque del mattino di domenica 18 gennaio, la Gutierrez aveva avvertito un intenso prurito agli occhi, accompagnato da una forte pressione sulla testa e sugli occhi e, accesa la luce sul comodino, si era accorta stupita di poter vedere il marito con entrambi gli occhi. Tre giorni dopo, un esame oftalmico aveva constatato la guarigione, confermata in seguito da altri medici, che non erano riusciti a trovare una spiegazione scientifica di quanto accaduto.
Ai fini della causa di beatificazione furono prese in esame le guarigioni ritenute miracolose di una religiosa, suor Mary Abel Kamari (malata di ulcera per quattordici anni, operata due volte, guarita il 12 luglio 1950 davanti alla tomba di Charbel Makhluf), e di Iskandar Naim Obeid di Baabdat (che aveva perso la vista da un occhio nel 1937, guarito all'uscita da una visita alla stessa tomba nel 1950); ai fini della canonizzazione, invece, quella di Mariam Awad di Hammana, guarita da un cancro alla gola.